# Kungliga Vitterhets Historie och Antikvitets Akademien
Kungliga Vitterhets Historie och Antikvitets Akademien (även kallad Kungliga Vitterhetsakademien, förkortad KVHAA eller VHAA, förkortningen LHA används i biografiska artiklar för en ledamot) instiftades år 1753 av drottning Lovisa Ulrika under namnet Kongliga Svenska Vitterhets-academien, som en humanistisk motsvarighet till den 1739 inrättade Vetenskapsakademien. Sitt nuvarande namn fick Vitterhetsakademien år 1786, då kung Gustav III återskapade sin mors akademi, samtidigt som han grundade Svenska Akademien. Akademien är belägen i Rettigska huset på Villagatan 3 i Stockholm.
Akademiens ursprungliga motto, som föreskrevs av Lovisa Ulrika, var på latin Certamen Literarum Constitutum, vilket på svenska kan utläsas som tävlan i litterär bildning inrättad.
Akademiens nuvarande valspråk, som fastställdes av Gustav III, är även det på latin Lucis Metitur Progressibus, vilket i svensk direktöversättning betyder den [tiden] mäts genom solens fortskridande. Dock visar dokument från 1786 att tolkningen av de tre orden skall vara att Akademiens avsikt är att mäta sin tid med den upplysning hon sprider.

## Om Akademien
Akademiens ansvarsområden har utvecklats till att omfatta hela det humanistiska verksamhetsfältet i vidsträckt mening. Dess syfte är ”att främja forskning och annan verksamhet inom humanistiska, religionsvetenskapliga, rättsvetenskapliga och samhällsvetenskapliga discipliner samt kulturmiljövård”. Detta sker framför allt genom fördelning av ekonomiskt stöd och genom en livlig publikationsverksamhet. Bland Akademiens skrifter märks tidskriften Fornvännen. På anmodan av regeringen eller offentlig myndighet, eller på eget initiativ, avger Akademien yttranden i frågor som berör dess verksamhetsområden.
Akademien äger och bedriver verksamhet vid Stjernsunds slott i Närke, Skånelaholms slott i Uppland, Stensjö by i Småland och Borgs by på Öland.
Vitterhetsakademiens bibliotek ingår i myndigheten Riksantikvarieämbetet och är ett offentligt vetenskapligt specialbibliotek. Det är öppet för allmänheten.

### Organisation
Akademien omfattar 30 arbetande ledamöter som ej uppnått 72 års ålder inom vardera en historisk-antikvarisk klass och en filosofisk-filologisk, samt arbetande ledamöter över 72 år som inte är begränsade till antalet. Akademien består även av ett antal hedersledamöter, utländska ledamöter och svenska och utländska korresponderande ledamöter. År 2018 har Akademien därför sammantaget närmare 200 medlemmar.

### Priser
Diplom, priser, medaljer och belöningar utdelas normalt på Akademiens högtidssammankomst som årligen äger rum den 20 mars. Akademien delar ut ett flertal pris såsom Gad Rausings pris för framstående humanistisk forskargärning, Ann-Kersti och Carl-Hakon Swensons pris och Rettigska priset. Akademien delar även ut ett flertal medaljer som Gustaf Adolfsmedaljen, Akademiens stora medalj i guld, Akademiens förtjänstmedalj i guld, Antikvariska medaljen i silver och Inskriftsmedaljen i silver.

## Galleri

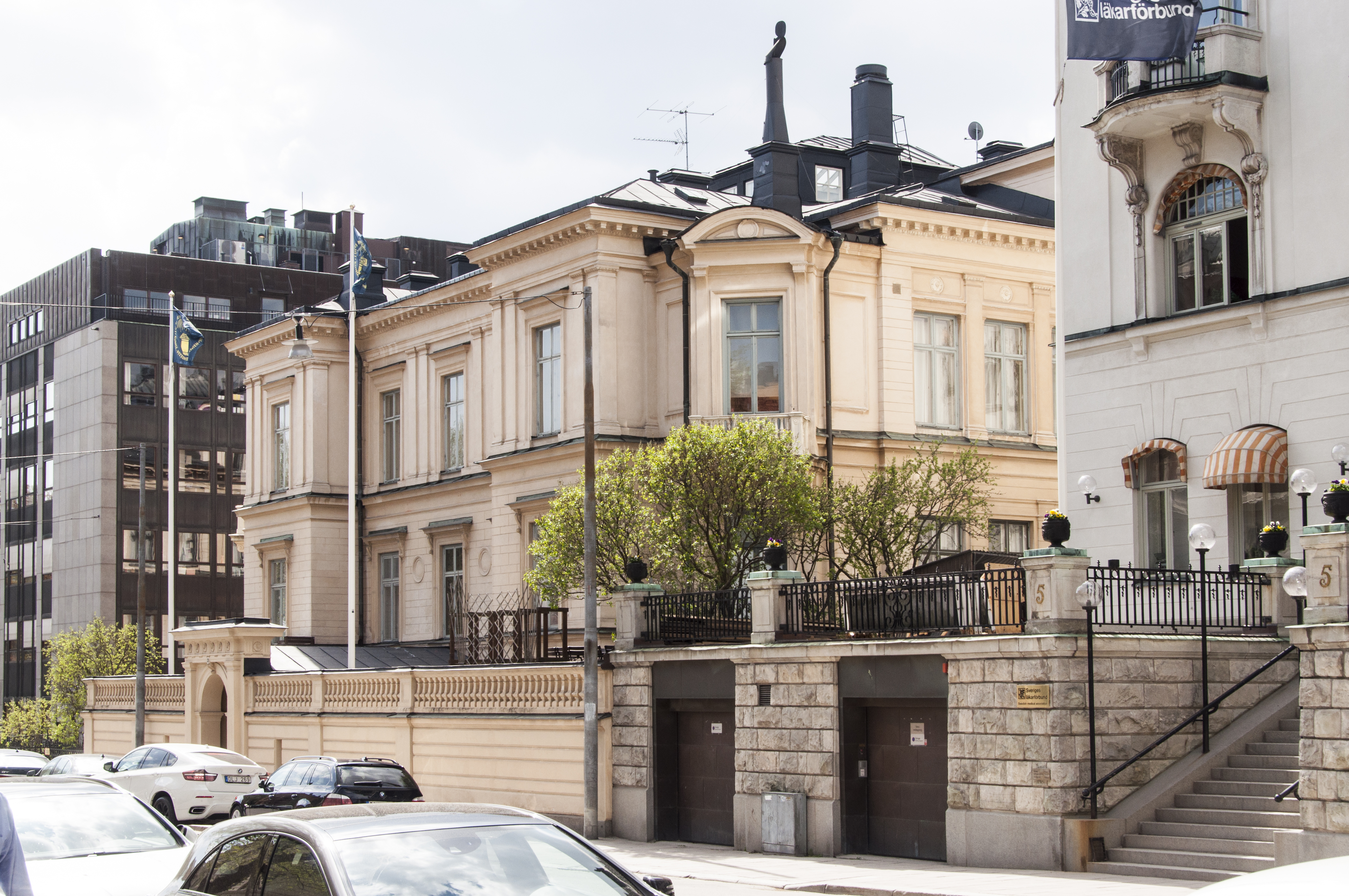
Akademiens fastighet, Rettigska huset, på Villagatan 3 i Stockholm
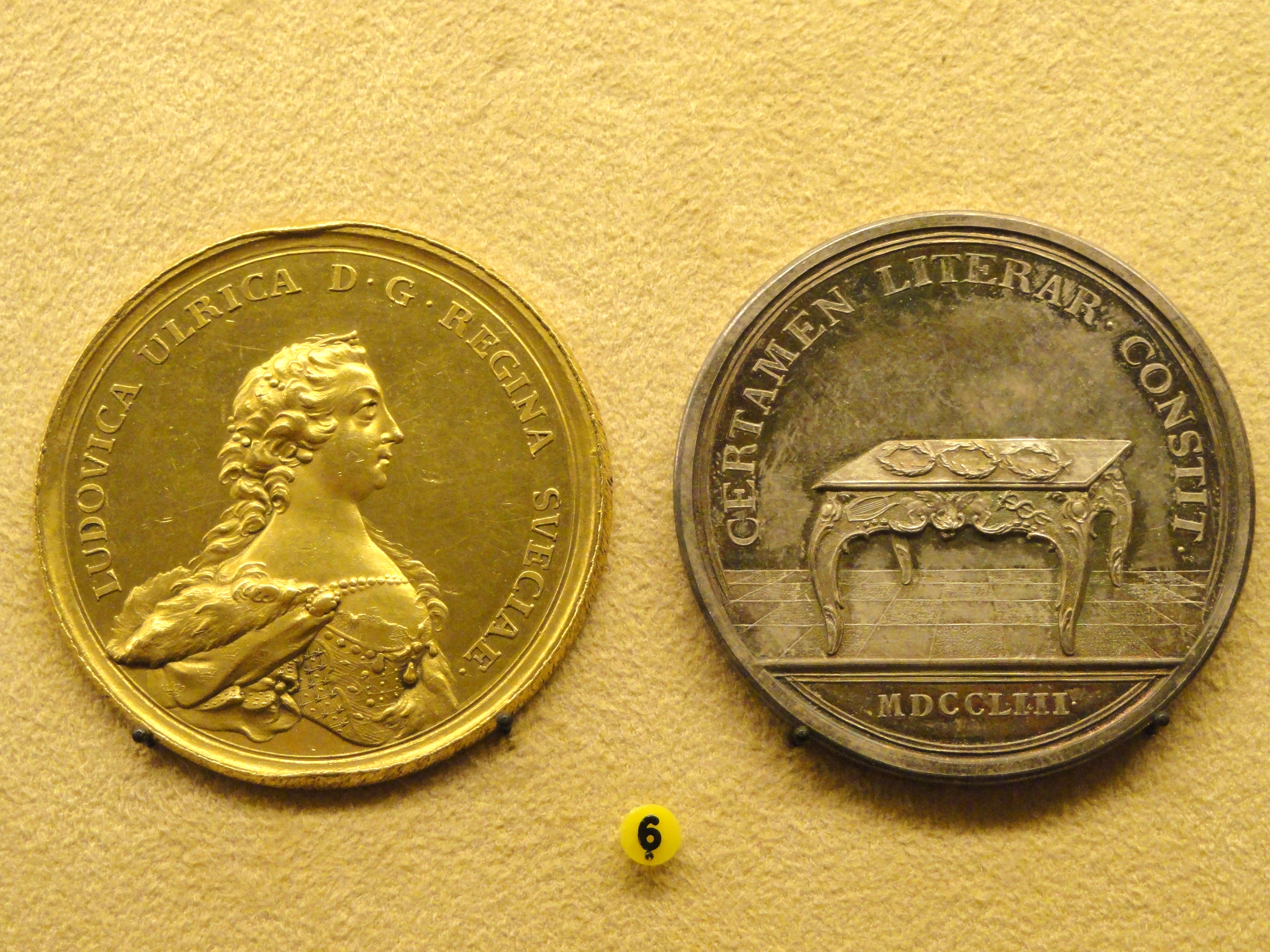
Medalj till minne av akademiens instiftande 1753
Silvermedalj med Gustav III och Lovisa Ulrika